# Gottfried Hürtgen

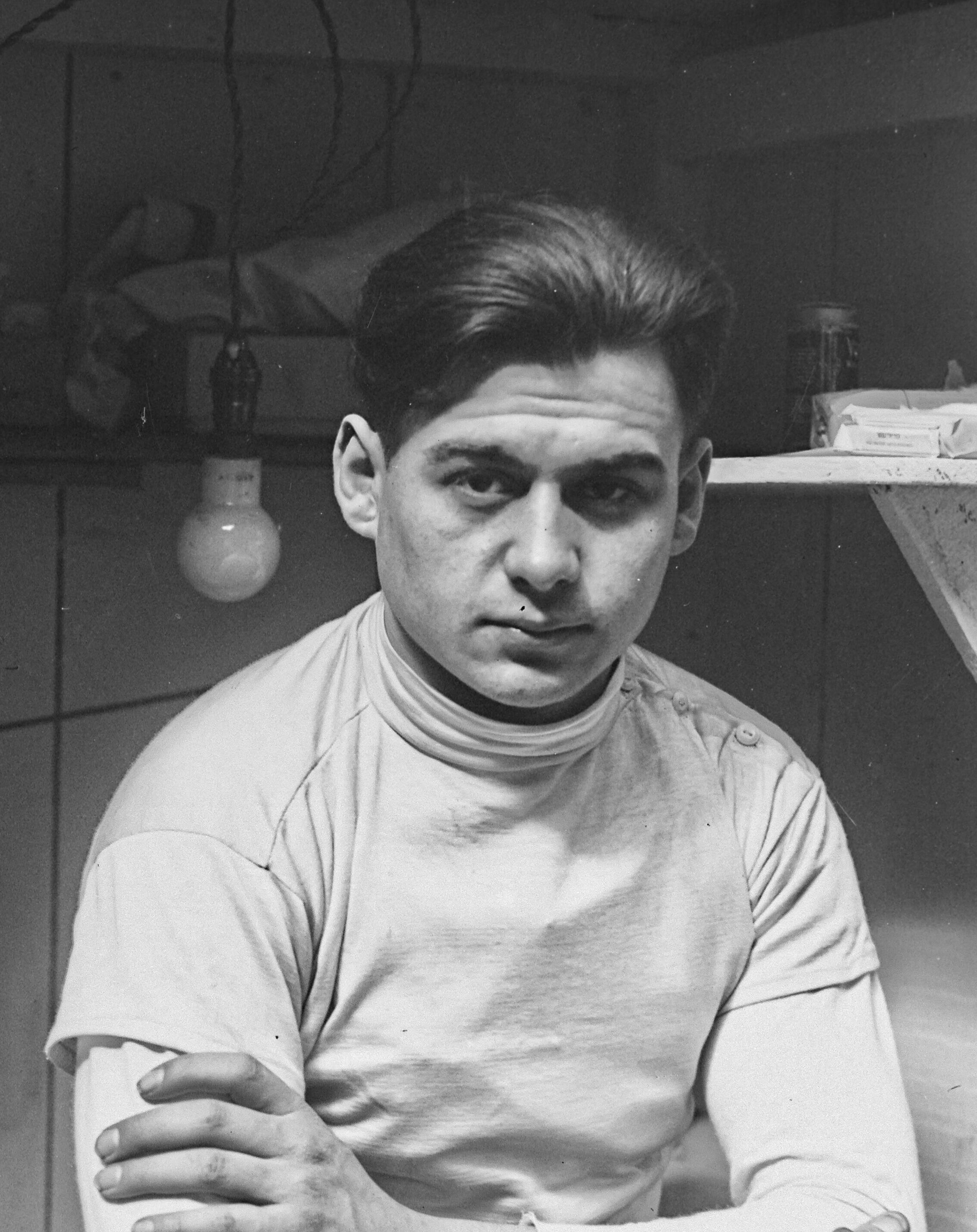
Gottfried Hürtgen (1928)

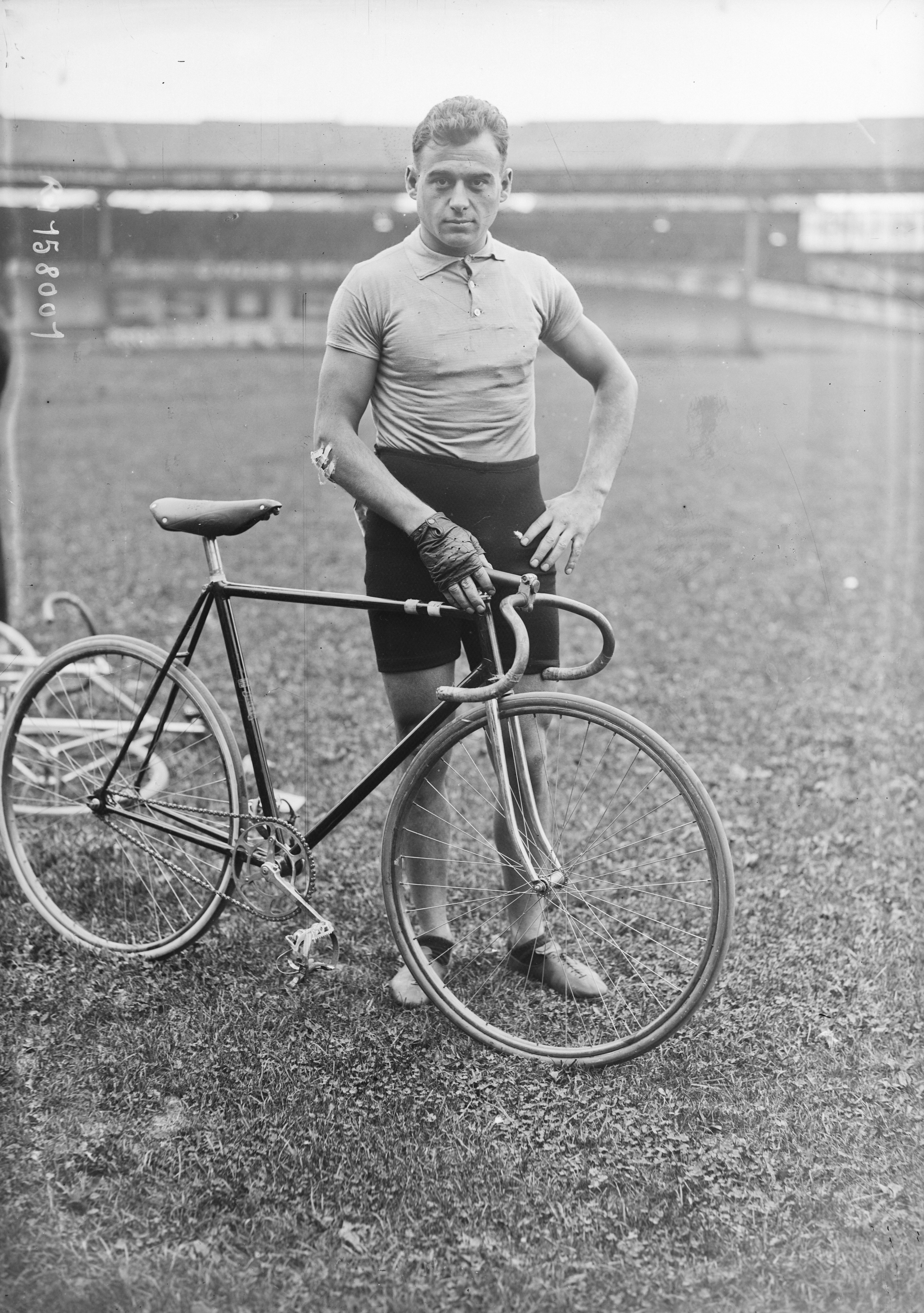
Gottfried Hürtgen (1931)

Gottfried Hürtgen (* 27. November 1905 in Köln; † nach 1952 in Argentinien) war ein deutscher Bahnradsportler, der auf Sechstagerennen spezialisiert war.

## Biographie
Ende der 1920er und bis Mitte der 1930er Jahre war Gottfried Hürtgen (Spitzname „Ühm“ = Kölsch für „Onkel“ oder „alter Mann“) einer der Sechstage-Stars Deutschlands. Besonders legendär war die Fahr-Paarung mit dem Kölner Viktor Rausch, bis sich die beiden Anfang der 1930er Jahre zerstritten. In ihrer Heimatstadt Köln wurden die beiden Fahrer als die „schwarzen Husaren“ verehrt, und der Kölner Komponist Willi Ostermann dichtete ihnen zu Ehren: „Das war ein Spurt, das war ein Spürtchen, es lebe Rausch, es lebe Hürtgen!“
Hürtgen startete bei 56 Sechstagerennen, von denen er acht – fünf davon mit Rausch – gewinnen konnte. Als nach 1934 keine Sechstagerennen mehr in Deutschland stattfanden und weil er mit einer Jüdin verheiratet war, wanderte Hürtgen 1940 mit seiner Frau Magdalena Hackbarth nach Argentinien aus. In Köln war er bis 1939 in der Einhardstraße in Sülz gemeldet. Am 13. August 1940 erreichte das Paar mit der Uruguay Buenos Aires. Hürtgen hatte sich in Argentinien, wo er schon öfter Rennen gefahren war, ein weiteres finanzielles Standbein geschaffen. Dreimal gewann er das Sechstagerennen von Buenos Aires, zweimal mit Karl Göbel und einmal mit Raffaele Di Paco. 1942 wurde er argentinischer Steher-Meister. Zu Besuchen kam er nach Deutschland zurück; so wurde er 1939 und 1941 Dritter bei deutschen Meisterschaften im Sprint.
Der jüdische Radsportmanager Ernst Berliner schrieb 1950 in einem Brief an den Berliner Journalisten Fredy Budzinski, Hürtgen, sei zwar kein Nationalsozialist gewesen, aber „der schmutzigste Charakter, der mir je begegnet“ sei, „undankbar und unbeliebt bei den Kameraden“. Nicht dessen Frau sei jüdischer Herkunft gewesen, sondern deren Stiefvater, ein französischer Konservenfabrikant: „Heute wohnen alle Vorgenannten zusammen in Argentinien.“
Nach Beendigung seiner aktiven Radsport-Laufbahn betrieb Hürtgen eine Bienenfarm in Argentinien. Die Entfernungen zwischen seinen rund 400 Bienenvölkern legte er mit dem Rennrad zurück. Sein Todeszeitpunkt ist nicht bekannt.

## Erfolge - Sechstagerennen
1928
- Köln - mit Viktor Rausch

1930
- Berlin I - mit Viktor Rausch
- Dortmund - mit Viktor Rausch
- Berlin II - mit Viktor Rausch
- Köln - mit Viktor Rausch

1931
- Stuttgart - - mit Viktor Rausch

1937
- Buenos Aires I - mit Karl Göbel
- Buenos Aires II - mit Karl Göbel

1940
- Buenos Aires - mit Raffaele Di Paco